# Municipio de Wolf Creek (Pensilvania)
El municipio de Wolf Creek  (en inglés: Wolf Creek Township) es un municipio ubicado en el condado de Mercer en el estado estadounidense de Pensilvania. En el año 2000 tenía una población de 729 habitantes y una densidad poblacional de 17.0 personas por km².

## Geografía
El municipio de Wolf Creek se encuentra ubicado en las coordenadas 41°13′24″N 80°02′28″O / 41.22333, -80.04111.

## Demografía
Según la Oficina del Censo en 2000 los ingresos medios por hogar en la localidad eran de $37,500 y los ingresos medios por familia eran $44,219. Los hombres tenían unos ingresos medios de $29,500 frente a los $21,058 para las mujeres. La renta per cápita para la localidad era de $16,538. Alrededor del 7,0% de la población estaban por debajo del umbral de pobreza.